# Oulu (település)
Oulu (svédül: Uleåborg) Finnország hatodik legnépesebb városa. Lényegében a legnagyobb vidéki város a dél-finnországi részeket kivéve, nagy vonzáskörzetű regionális központ. A Botteni-öböl partján, az Oulu-folyó (finnül: Oulujoki) torkolatánál helyezkedik el, ami a kereskedelem szempontjából régóta fontos hely. Neve a számi nyelvből ered, jelentése „árvíz” (de egyéb etimológiai elképzelések is vannak).

## Földrajz

### Éghajlat
A város éghajlata egy észak-közép-finnországi, tengerparti városhoz méltó. Oulu már az ún. tajga északi határán fekszik. A környéken előforduló fa szinte kizárólag a fenyő és a nyírfa. A talaj jellegzetesen mocsaras, zuzmós, mohás. Az erdőkben nehéz a járás, mivel az aljnövényzet a tajgára jellemző vastag, süppedős párnákat alakít ki. Oulu környékén a fenyők a hidegebb éghajlat miatt kisebbek, mint délebbre, de a tundra feljebb kezdődik csak el. Az éghajlat inkább kontinentális, mivel a Botteni-öböl hatása csak egy kis hőmérséklet-emelkedés, az Atlanti-óceán felől jövő frontokat a Skandináv-hegység tompítja.
Az első fagy már szeptemberben beköszönthet, az első hó pedig már október végén is megjöhet. December elejétől általában állandó fagy és rendszeres hóesés van, amely egészen március közepéig tart. A csapadék télen nem túl sok, így általában 60 cm körüli hómennyiség gyűlik össze az olvadásig. Rendszeresen előfordulnak -20 és -30 °C közötti hidegek, akár nappal is, hiszen a nap télen nem sokat melegít, de hidegebb teleken -30 °C alá is mehet a hőmérséklet. Télen a hőmérséklet ingadozását inkább az időjárási frontok határozzák meg, a napszakok váltakozását alig követi. A tenger (Botteni-öböl) általában befagy, ezért közlekedésre is használják a szigetvilágra igyekvők. Akár autóval is átkelhetünk a befagyott tengeren, mert 60–100 cm-es az átlagos jégvastagság. A napforduló idején a nap csak néhány órát van fenn az égen. Sarki fény relatíve gyakran van: évente párszor, egy-egy órán keresztül.
A téli hónapok közül talán a március a legkellemesebb. Ekkor csak éjjel van nagyon hideg, nappal kellemesebb az idő. Csapadék alig van és a napnak erős a fénye. A nappalok és éjszakák hossza nagyjából megegyezik, hisz ez a tavaszi nap-éj egyenlőség hónapja. Ez azt is jelenti, hogy ekkor Ouluban sem hosszabbak, és nem is rövidebbek a nappalok, mint máshol, ugyanakkor a nappalok ilyenkor sokkal nagyobb iramban hosszabbodnak, mint délebbre.
Március végétől elkezd olvadni és május elejére nagyjából eltűnik a hó. Közben az utak nagyon jegesek lehetnek, ez a hosszú hóolvadás a finn év talán legkellemetlenebb időszaka. Május elejére a jég nagy része is elolvad, bár a tavakon, tengereken május végéig megmaradhat. Találkoztak még június elején is kisebb jéghegyekkel az öbölben. A tavaszi rügyfakadás nem olyan látványos, mivel a legtöbb fa fenyő, virágos fa alig van. Mindenesetre minden virágzás jóval később van, mint Közép-Európában. Nyáron előfordulhat, hogy 30 °C közelébe emelkedik a hőmérséklet, de 20 °C felett már „strandidő”-nek számít. A tenger és a tavak vize legfeljebb 20 °C-os, de 10 °C felett rendszerint már fürdenek benne. A legrövidebb éjszakákon (fehér éjszakák), Johannus környékén a nap körülbelül egy órára lemegy a horizont alá, de az ég alja északon még ekkor is erősen dereng, tehát csak szürkület van. Gyakorlatilag a szabad ég alatt is lehet éjjel könyvet olvasni. Nyáron nagyon sok a szúnyog, minél északabbra és minél természetibb környezetbe megyünk, annál több. A szúnyogirtás itt gyakorlatilag reménytelen vállalkozás, emiatt helyileg alkalmaznak szúnyogriasztót.
A nyár csak augusztusig tart. Augusztus első hete még sokszor „igen” meleg, de aztán ősziesre fordul az idő. Ez a legcsapadékosabb hónap. A városban levő sok park, patak talán ősszel a legszebb, amikor a sárguló levelektől a város a legszínesebb arcát mutatja. Október végén nem ritka az erős fagy és a jelentősebb hóesés, amely azonban általában még a legközelebbi melegebb napokban elolvad. December elejére lassan beáll az igazi tél.

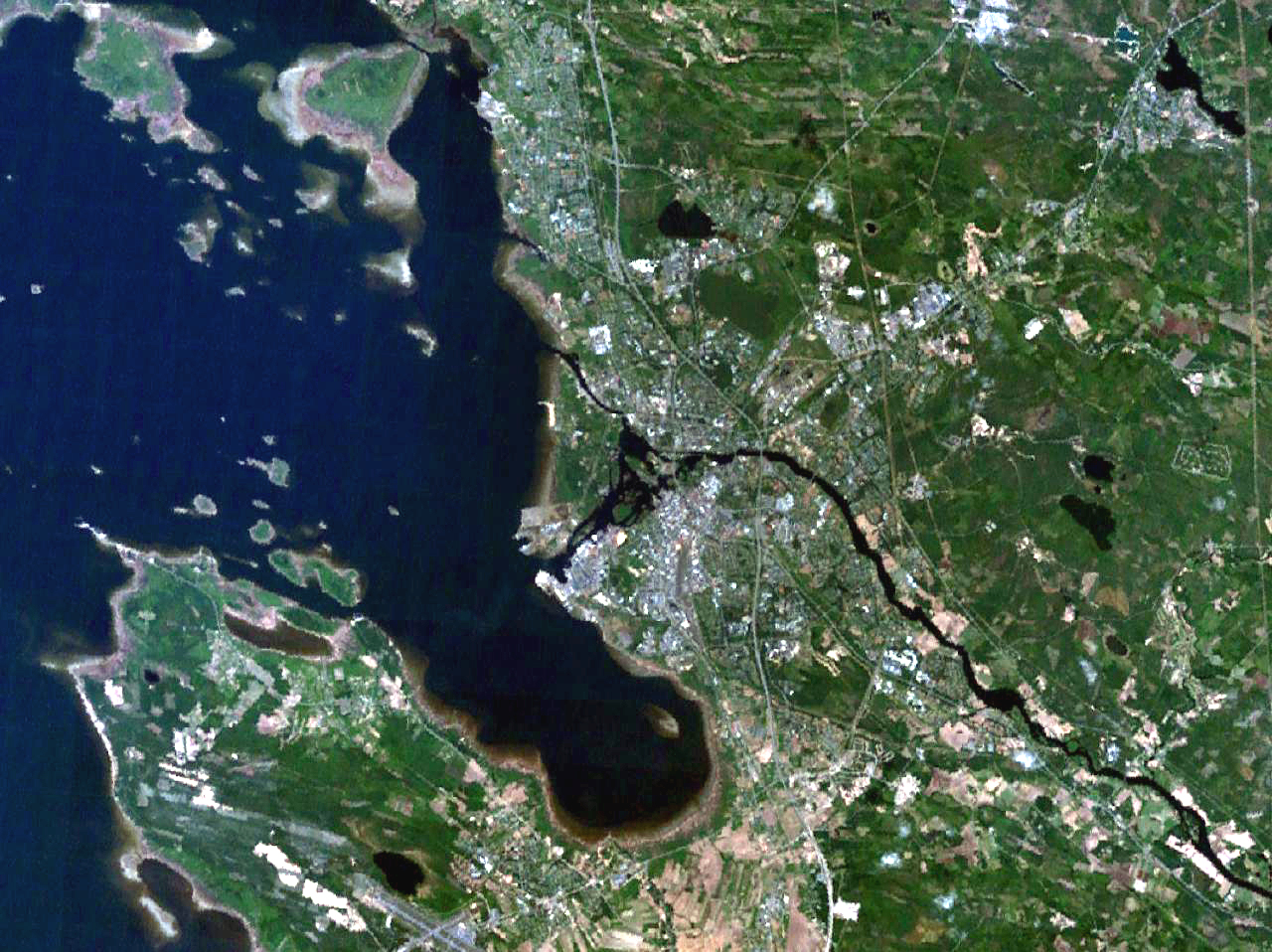
Oulu környékének műholdképe

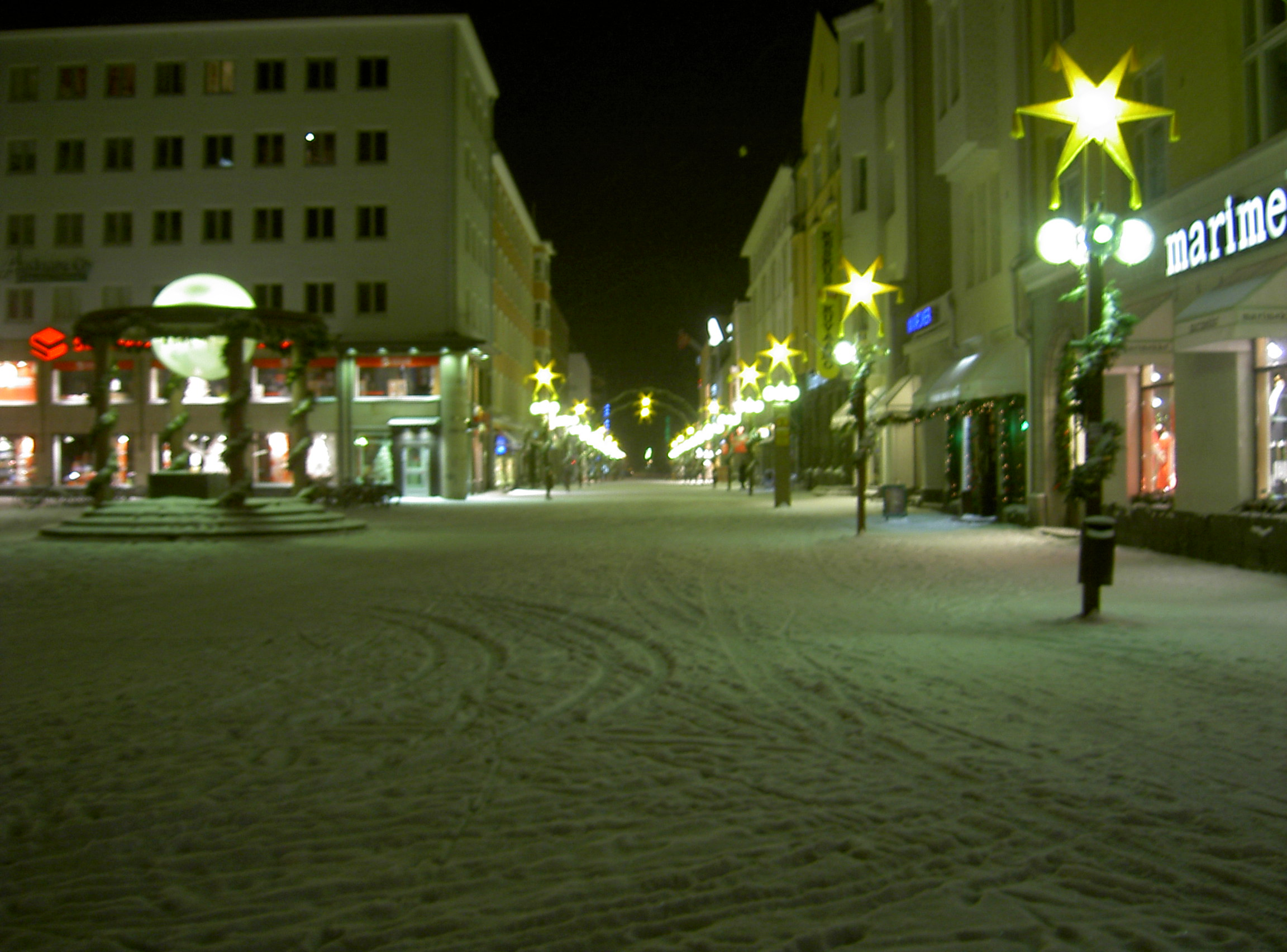
A csendes Rotuaari sétálóutca november végén, karácsonyi díszben. Baloldalt az inaktív kút

| Hónap                         | Jan.  | Feb.  | Már. | Ápr. | Máj. | Jún. | Júl. | Aug. | Szep. | Okt. | Nov. | Dec.  | Év   |
| ----------------------------- | ----- | ----- | ---- | ---- | ---- | ---- | ---- | ---- | ----- | ---- | ---- | ----- | ---- |
| Átlagos max. hőmérséklet (°C) | −7,0  | −7,0  | −1,0 | 5,0  | 12,0 | 18,0 | 21,0 | 18,0 | 12,0  | 5,0  | −1,0 | −6,0  | 5,8  |
| Átlagos min. hőmérséklet (°C) | −13,0 | −13,0 | −8,0 | −3,0 | 3,0  | 9,0  | 12,0 | 10,0 | 5,0   | 1,0  | −5,0 | −10,0 | −0,9 |
| Átl. csapadékmennyiség (mm)   | 20    | 18    | 17   | 12   | 18   | 31   | 35   | 36   | 22    | 24   | 23   | 20    | 277  |
| Forrás:                       |       |       |      |      |      |      |      |      |       |      |      |       |      |

## Történelem
Oulut a „bosszú ördögi köre” hozta létre. Amikor a karéliaiak 1555-ben az Oulujärvi tó közelében megöltek 400 finnt, I. Gusztáv svéd király 200 fős hadsereget indított Ouluba, hogy bosszút álljanak értük. Az expedíció sikertelen volt, de a csapatok egy nagy fegyverraktárat hagytak a később Linnansaarinak (Erőd-sziget) nevezett szigeten, hogy a helyi parasztoknak legyen mivel megvédeniük magukat. Oulu ekkor vált először stratégiai fontosságú helyszínné. Mint a történetből kiderül, Finnország egésze ezekben a korokban svéd megszállás alatt állt.
IX. Károly svéd király 1605. augusztus 8-án alapította meg hivatalosan a várost, a Linnansaari szigetén épülő várral szemben. Ez az Oroszországgal kötött előnyös békeszerződés után történt. Az Oulu-folyó torkolata már régebben is fontos hely volt a kereskedelem szempontjából. A középkorban jelentős nemzetközi kikötő és adómentességet élvező város volt. 1776-ban az azonos nevű Oulu tartomány székhelye lett.
A svéd megszállást orosz megszállás követte 1809-től 1917-ig. 1854-ben, a krími háború idején, mivel Oroszország fontos tengeri kikötői voltak e finn városok, az angolok az egész finn partvidéket támadták és ennek keretében szétlőtték a várost a tenger felől. 1822-ben szinte porig leégett az akkor még teljesen faházakból álló város. Ezek után Johan Albrecht Ehrenström tervei alapján építették újjá, aminek köszönhetően utcatérképe meglehetősen szabályos. A 19. században igen jelentős nemzetközi kikötő volt. A városnak egészen nemzetközi hangulata volt a sok megforduló idegen miatt. Sok német, angol és természetesen svéd szót lehetett hallani, a helyiek közül is sokan ismerték ezeket az idegen nyelveket.
Később az orosz forradalmak ideje némi nyugtalanságot hozott Finnországra, mert Lenin errefelé bujkált, átutazóban járt Ouluban is. A kommunisták számára Finnország függetlensége egy támogatott kérdés volt és némi bázist találtak itt is maguknak. A forradalom után Finnország függetlenné vált, amit Lenin jóvá is hagyott. Valójában a dolog nem volt ilyen egyszerű, mert Finnországban is polgárháború tört ki, amit itt a fehérek nyertek meg Mannerheim vezetésével, aki északon talált magának bázist, és onnan foglalta el a déli területeket. A déli nagyvárosok ugyanis inkább vörös befolyás alatt voltak, Oulu kezdettől fogva a fehérek egyik bázisa volt.
Az úgynevezett téli háborúban Oulu ismét stratégiai pont volt, hiszen Finnország itt volt a legkeskenyebb, tehát a szovjetek itt vághatták volna ketté legkönnyebben a finn csapatokat. Ez végül nem sikerült nekik. A következő években, a második világháborúban (a finnek számára ez az ún. folytatólagos háború) erős bombázások érték Oulut, mivel még mindig stratégiai pont volt és német csapatok szálltak meg itt. A német csapatok kiűzése Finnországból a II. világháború után az ún. lappföldi háborúban történt.
| Év              | Lakosság |
| --------------- | -------- |
| 1995. január 1. | 106 419  |
| 1996. január 1. | 109 094  |
| 1997. január 1. | 111 556  |
| 1998. január 1. | 113 567  |
| 1999. január 1. | 115 493  |
| 2000. január 1. | 117 670  |
| 2001. január 1. | 120 753  |
| 2002. január 1. | 123 274  |
| 2003. január 1. | 124 588  |
| 2004. január 1. | 125 928  |
| 2005. január 1. | 127 226  |
| 2006. január 1. | 128 962  |
| 2007. január 1. | 130 178  |
| 2008. január 1. | 131 585  |
| 2009. január 1. | 137 061  |

## Népesség
Oulu népessége 137 061 fő (2009. jan 1.) +/-, melyből 2722 fő (2%) külföldi. Finnország hatodik legnépesebb városa, és évek óta az egyik legdinamikusabban növekvő nagyváros az országban. Ami kiemeli a többi város közül, az a fiatalos korösszetétel, ami a diákok és munkavállalók folyamatos beáramlásának, valamint a hagyományosan magas születésszámnak köszönhető. Lakosainak átlagéletkora 36,8 év (2009. január 1.)

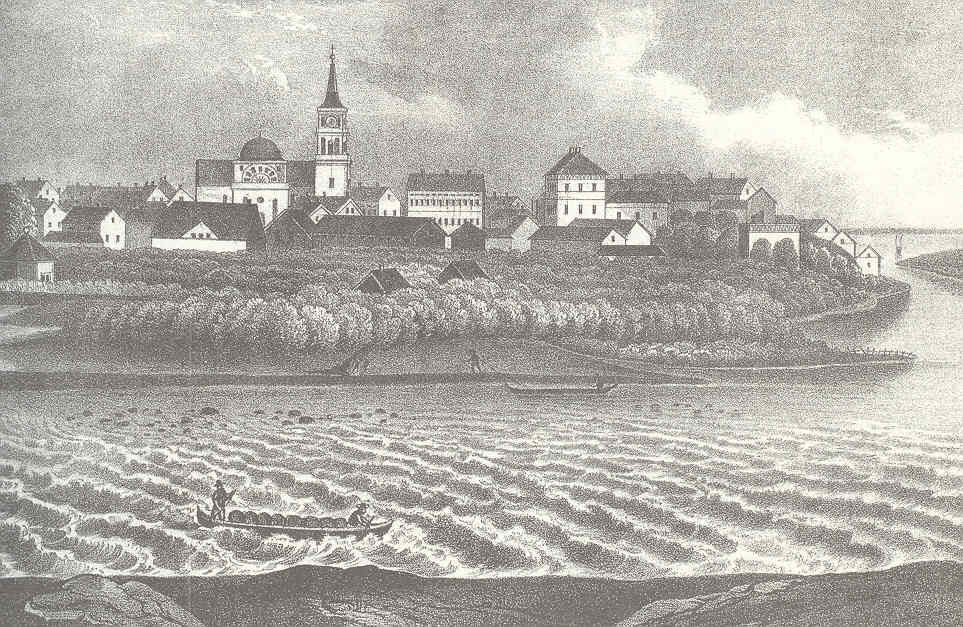
Oulu az 1800-as években. A képen látható templom a tuomiokirkko, tőle jobbra a lyyceum, még ma is áll. A templom előtti erdősebb rész a mai Hupisaari, a folyón a csónaktól jobbra levő részen vannak ma a szökőkutak

## Gazdaság
A város a középkorban és újkorban (fa-)kátrány- és lazackereskedelméről, valamint szőrmekereskedelméről és az ehhez kapcsolódó bőrgyártásról volt híres. A 19. században Arhangelszk mellett a legfontosabb észak-európai fakátrány-kikötő volt. A hátországban nagy mennyiségben termelt fakátrányt tartalmazó hordókat az Oulujoki folyón úsztatták le a tengerhez. A hordókat Ouluban rakodták tengerjáró hajókra, és innen szállították a kátrányt egész Európába.
Oulu gazdasága Finnország gazdaságához hasonlóan a 90-es évek második felétől egy országos gazdasági válság után lendült fel igazán. Ekkor vált ugyanis a Nokia világméretű mobiltelefon forgalmazóvá. Ouluban sétálva ezt többek között az jelzi, hogy a közlekedést igazán megkönnyítő belső hidak 1998-2002 között épültek.
A város napjainkban csúcstechnológiai központ, főként az információs technológia és a wellness területén. Ezen kívül erősek a hagyományos iparágak – fafeldolgozás, papíripar, acélgyártás – is. Finnország a papírgyártás európai fellegvára: a Botteni-öbölben vannak Európa legnagyobb papírgyárai. Az Oului Egyetem a központtól 6 kilométerre fekszik és a város egy külön kis központját alkotja. A város energia-ellátására van egy hőerőmű, amely fahulladékkal működik, az Oulujoki folyón pedig egy óriási vízerőmű található. A Hietasaari déli partján és egyes szigeteken modern szélerőművek találhatók.
A legnagyobb foglalkoztatók a városi önkormányzat és a regionális egészségügyi központ után az Oului Egyetem (3000 fő), a Nokia (2500 fő), valamint a Nokia Siemens Networks (2200 fő).

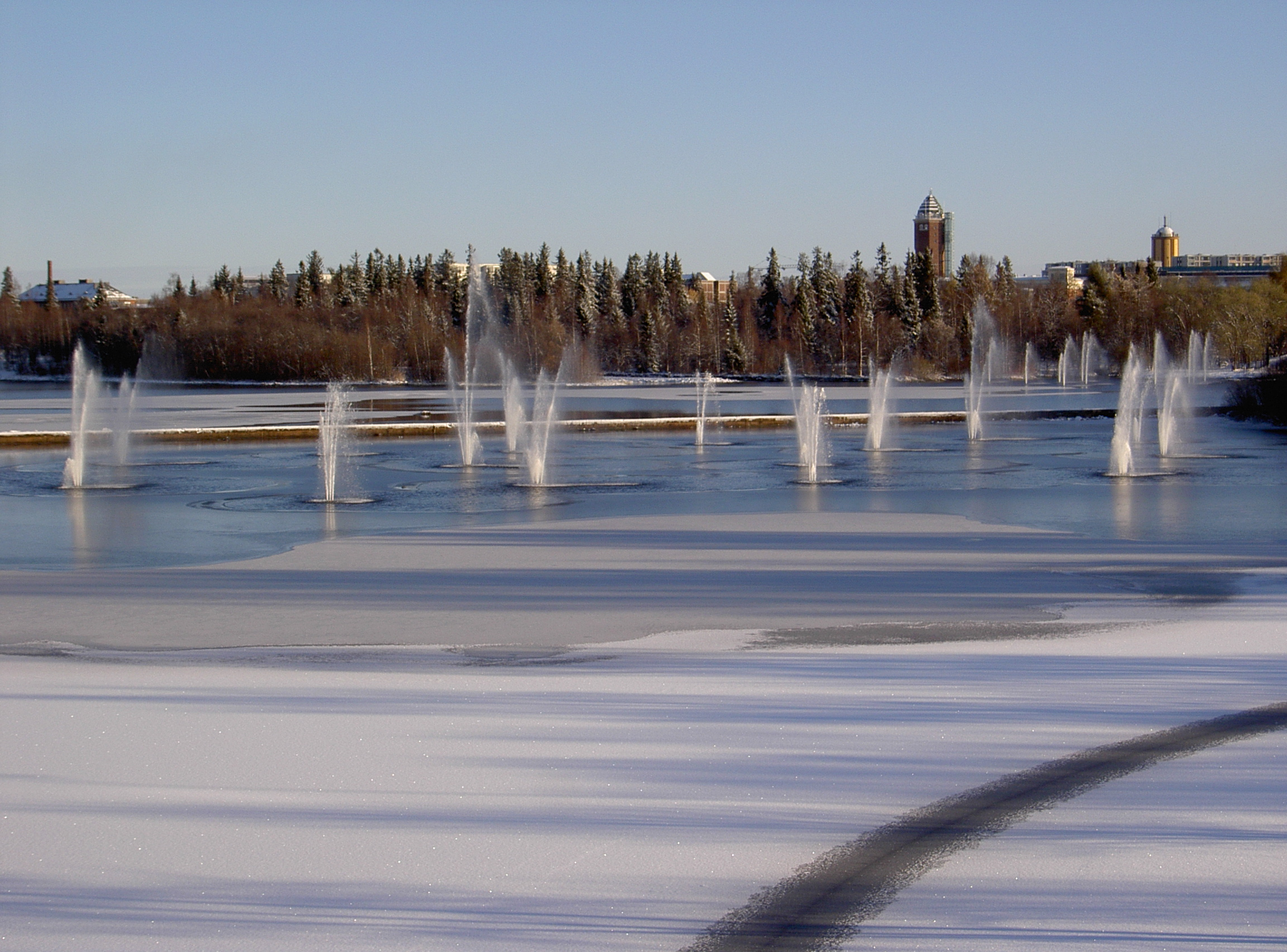
A Moskikesku szökőkútjai október végén a Merikosken sillat hídról fényképezve. Mint látható, a szökőkutakat időnként nagyon későn emelik ki a vízből. Az Oulujoki folyónak ez a régi fősodra az erőmű építése után egy csendes vízű tóvá változott. A háttérben a Hupisaaret fenyői a Tietomaa tornyával

## Infrastruktúra

### Közlekedés
Oulu Helsinkitől és az ország legészakibb pontjától egyaránt 600 kilométerre található. A város a Lappföldet Finnországgal összekötő vasút- és úthálózat jelentős csomópontja.

#### Közúti közlekedés
A városon keresztül halad az E8-as út, amely gyakorlatilag az egyetlen észak felé menő nagyobb út ezen a szélességen.
Télen az utak teljesen be vannak havazva, így hólánccal lehet csak közlekedni. A hótakarítás ugyan rendszeres, de a cél csupán az, hogy a friss porhó nagy részét letolják az utakról, hogy ne legyenek teljesen járhatatlanok. Sót egyáltalán nem, legfeljebb kavicsot szórnak az utakra, de azt is csak jeges időszakban. A finnek gyalog, kerékpárral, autóval is tudnak közlekedni minden gond nélkül ilyen körülmények között is. Baleset, torlódás ritka ilyen okból. Egyébként az utakat a téli nagy igénybevétel ellenére nagyon jól karban tartják.
Busszal egész Finnországból ide lehet jutni, a vasúti közlekedés Oulutól északabbra már egyre ritkásabb, keletebbre egyáltalán nincs.
Télen a befagyott tengereken amolyan „földút” szintű közlekedési hálózat alakul ki „jégutakból”: kijelölt utak vannak, ahol kocsival szokás közlekedni. Ugyanígy egyes folyókon, tavakon is. Az Oulujoki a városban azonban nem fagy be teljesen, mivel az erőmű sodrást ad a víznek. Más városokban egy-egy folyó télen a város főutcája lehet (például Turkuban az Aurajoki).

#### Vasút
A vasúthálózat ezen a szélességi körön az Oulun átmenő vonalra szűkül. A város vasútállomása az egyik legforgalmasabb az országban. Helsinki 6 óra alatt érhető el a Pendolino gyorsvonattal.

#### Kikötő
A folyót, tavakat és a tengert személyközlekedésre alig használják. Van sétahajó, jachtkikötő és lehet csónakot bérelni, de a kompközlekedés a Botteni-öböl felső részében ritkás. Oulu hajdan jelentős kikötőváros volt, ma már alig van jelentősége ezen a téren. A kikötő egész évben nyitva van.

#### Repülőterek
Az Oului repülőtér a várostól mintegy 15 km-re, a közeli Oulunsalo-félszigeten és faluban van. Ez Finnország második legforgalmasabb repülőtere. Az egy óra alatt elérhető Helsinkivel napi 20 járat köti össze, de Tampere, Rovaniemi, Riga és több kedvelt nyaralóhely is elérhető közvetlen járattal. A repülőtérről a 19-es busz visz be a városba, ami hétköznap 20 percenként, hétvégén óránként jár.

#### Közösségi közlekedés
A városon belüli közlekedést helyi buszjáratokkal oldották meg, amelyek elég jól behálózzák a várost. Az autóbusz- és vasútállomás nincs messze a város központjától.

### Internet
A város úttörő internetes szolgáltatással szolgál: az egyetem, a könyvtár és a Rotuaari környékén ingyenes WLAN működik. Ennek igénybevételéhez csak a könyvtárban kell engedélyt kérni, amely azonban ingyenes – ahogy maguk a könyvtárak is azok.

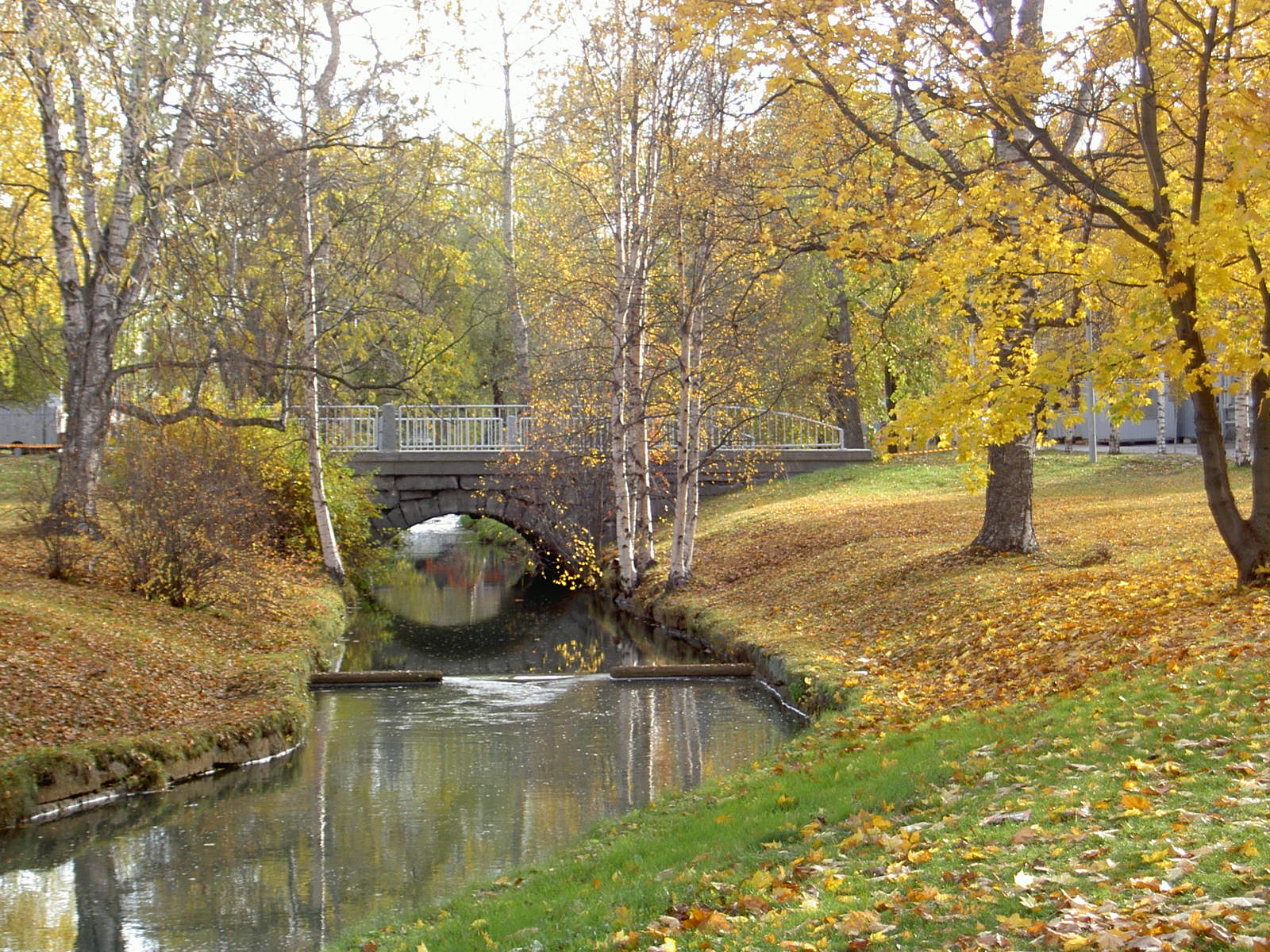
Oulu egyik hídja a sok közül ősszel

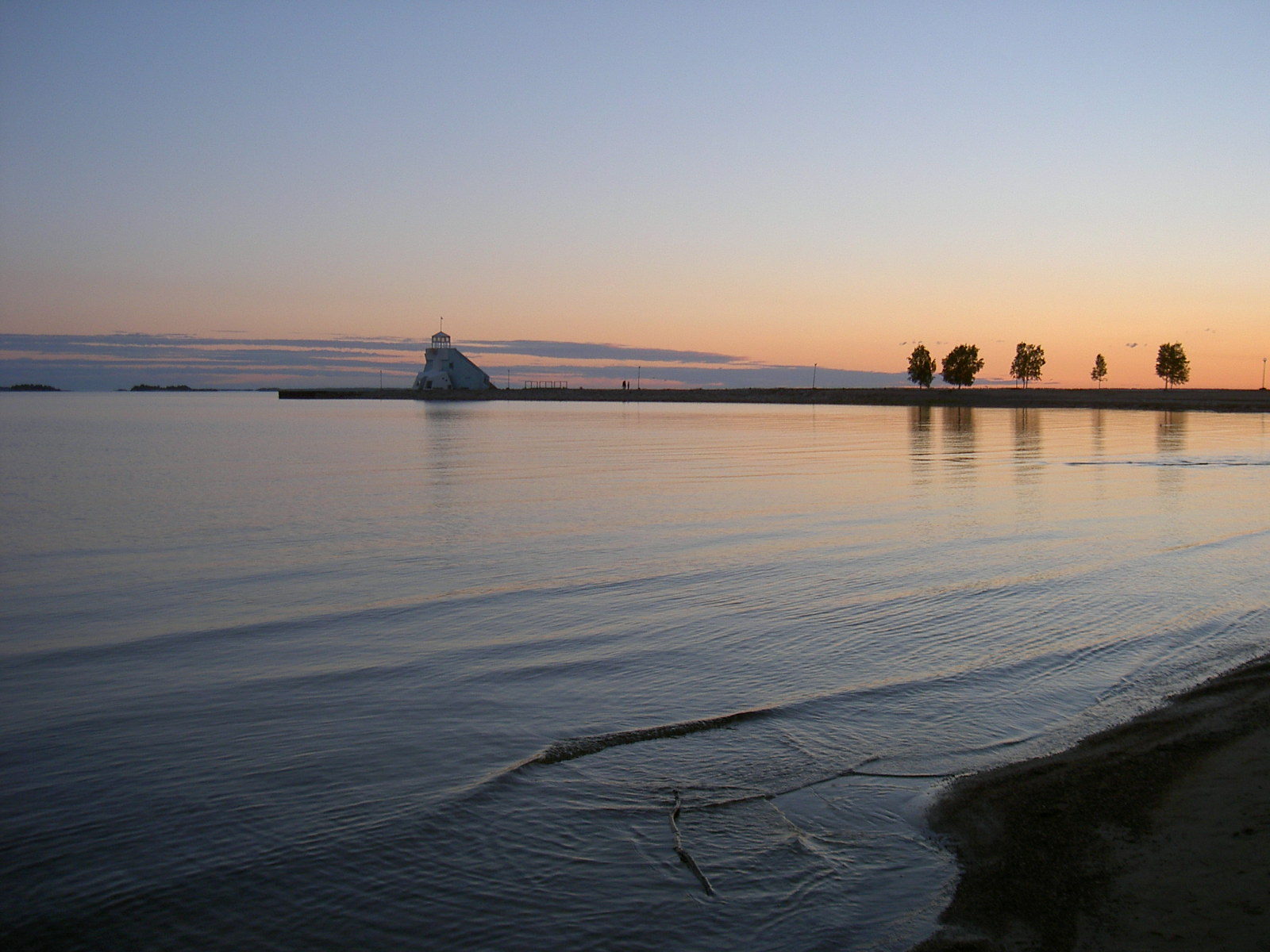
Nallikari nyáron éjjel. Megközelítőleg ilyen sötét van Johannus környékén. A háttérben a megfigyelőtorony

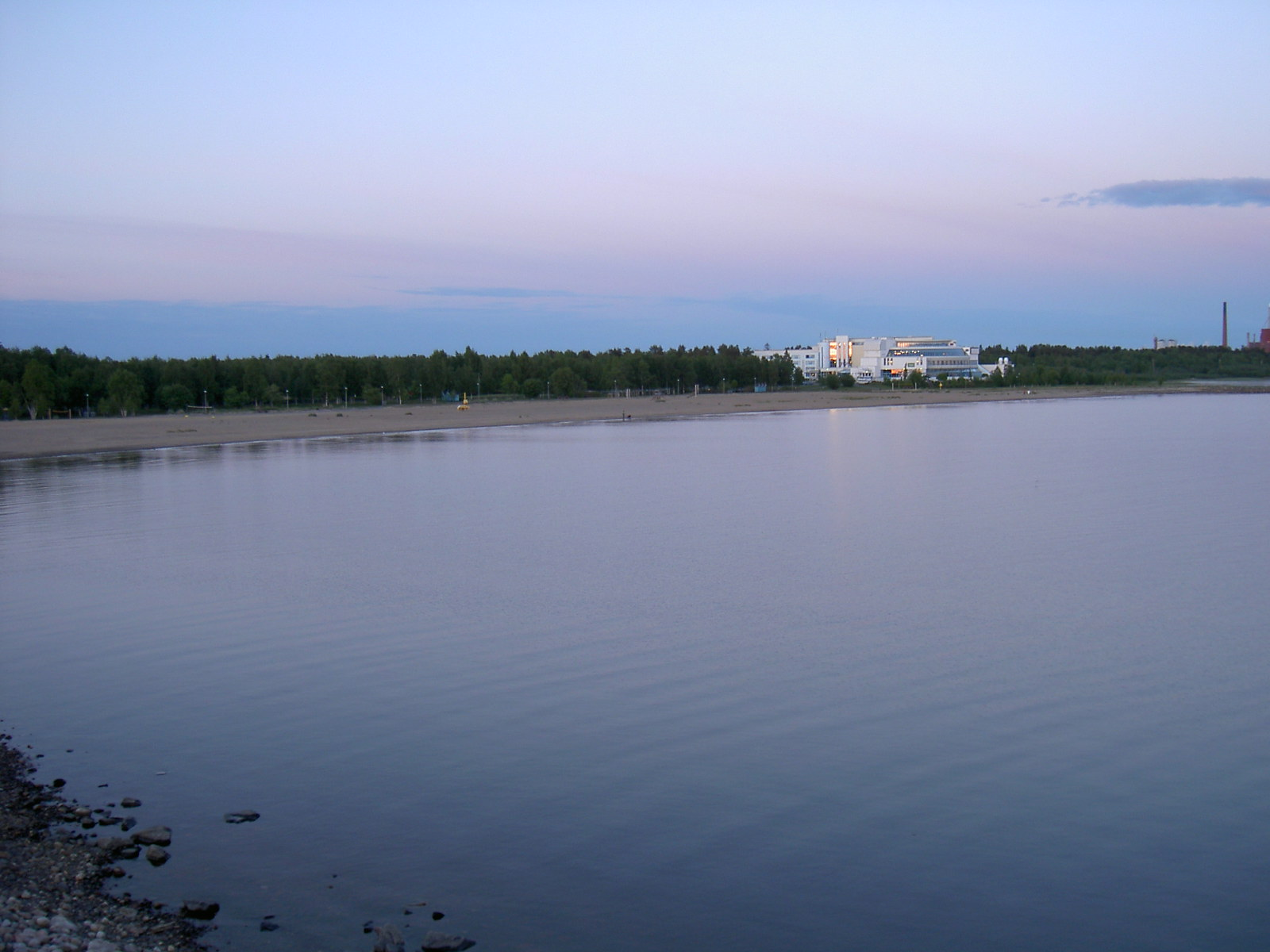
Az Éden-hotel nyáron éjjel, a Nallikari megfigyelőtornyából nézve

## Kultúra
Oulunak élénk a kulturális élete. A klasszikus zene kedvelői helyi szimfonikus zenekar előadásait hallgathatják. Számos könnyűzenei, rock-klub is van a városban. Nyáron sok a szabadtéri kulturális esemény.
A város nagyobb kulturális intézményei a városi színház, a városi könyvtár, a képzőművészeti múzeum, a Northern Ostrobothnia Museum (a Botteni-öböl északkeleti részének helytörténeti múzeuma), a hangversenyterem, a Valve kulturális központ és a Tietoma tudományos központ.
A jelentősebb ünnep a vappu, amely május elseje, de ballagás is egyben. Ilyenkor a város nagyon mozgalmas, a végzős diákok uniformisban vannak az utcán. Az idő ilyenkor már alkalmas kinti szórakozásra. A hagyományos étel ilyenkor a mämmi, a hagyományos ital a szima, amely egy gyengén alkoholos, erjedt, citromos, édes, szőlőízű háziital.
A következő hasonló nap a Johannus, amikor a finnek ismét az utcán és a kocsmákban vannak. A hagyományos népi szokás szerint ilyenkor éjfélkor máglyát gyújtanak. Régen táncoltak, ettek-ittak is.

### Oktatás
Oulu Észak-Finnország legnépszerűbb oktatási központja. Általános iskoláiban 13 270, középiskoláiban 13 200-an, felnőttképzési intézményeiben 9671-en tanulnak (2008). Főiskoláján 8600, az Oului Egyetemen 15 775 hallgató tanul.

## Turizmus
A város fő idegenforgalmi vonzerejét a következő nevezetességek és események jelentik:
- Tietomaa tudományos múzeum A Tietomaa honlapja, angol A Tietomaa a térképen[halott link]
- Ainolan puisto (az egyetem volt botanikus kertje), Hupisaaret parkegyüttes
- Rotuaari sétálóutca, a város magja Webkamera a Rotuarin a Rotuaari a térképen[halott link]
- A volt sóházak a piactéren
- Pikisaari faházai Piikasaari a térképen[halott link]
- Frans Michael Franzén mellszobra, Erland Sternberg alkotása[13]
- az Észak-Ostrobothnia múzeum
- a Pateniemi fűrészmalom-múzeum
- a kocsimúzeum
- az egyetem jelenlegi botanikus kertje
- az Oulu művészeti múzeum
- az Arctic galéria
- a Technology village technológia falu (ipartelep)
- az Oului Városi Színház (1960-as évek)[14]
- az Oului Zeneközpont
- az Oului Egyetem, a világ legészakibb egyeteme[14] Az egyetem honlapja Az Egyetem a térképen[halott link]
- az Éden-hotel és élményfürdő
- a városháza
- a Nallikari rekreációs központ A Nallikari Kemping Honlapja, angol
- a Terva-sífutó verseny–
- az Oulu Lóshow
- az Amerikai Kocsik Showja
- a Qstock szabadtéri rockfesztivál A Qstock honlapja
- a vízierőmű
- a Toppelius
- a Oulu Filmközpont Filmközpont, angol
- az 1830–1832 között épült Tuomiokirkko székesegyház (a tuomiokirkko egy speciális finn elnevezés, általában a város fő templomát nevezik így; szó szerint ítélet-templomot jelent), mellette a polgárháború emlékműve, Wäinö Aaltonen alkotása[13]
- a Potnapekka kisvasút-busz

### Centrum (Keskusta)
A város közepe a Rotuaari, amely egy kereszt alakú sétálóutca övezet. Itt találhatók a legexkluzívabb boltok. A Kirkokatu kis terén egy díszkút áll, amelyben a víz egy méteres kőtömböt forgat meg, föléje hangulatos kupola van építve. A Rotuaarin nyilvános WLAN működik.
A Tietomaa („tudás-ország”) egy tudományos múzeum, ahol interaktív kiállítás van, ezért a gyerekeknek is érdekes, szórakoztató. Korábban egy bőrgyár volt, amelyet ötletesen átalakítottak. A piactéren vásárcsarnok és a középkorból fennmaradt vörös színű sóraktárak találhatók. Ezek a hangulatos házak fából épültek és ma kávézóként, ajándékboltként üzemelnek, ahol rénszarvasbőrt, szaunakellékeket, fából készült használati eszközöket lehet vásárolni. Itt látható Oulu egyik jelképe is, egy alacsony, kövérkés, vasból készült rendőrszobor.
A történeti leírásban szereplő Linnansaari hangulatos kis sziget, egy 20. század elejét idéző, jellegzetesen finn, fából készült kávézóval, amely eredetileg megfigyelőtorony volt. Az erődből nem maradt sok, inkább csak egy töltés, egy kis fal.

### Külső övezet, természet
A városban sok kis strand mellett a Nallikari-strand igazán érdekes. Itt található az Éden-hotel, amelyben élményfürdő is van (ez Finnországban egy szokásos hoteltípus). A strandon mesterségesen dúsított homokpart kínál természetes, de mégis trópusibb hangulatú strandolási és röplabdázási lehetőséget.
Nallikarira gyalog menet a hidakon keresztül először a Pikisaari szigeten kell átkelni. Sok kis faház maradt meg itt Oulu régebbi korából és található erre néhány kisebb bolt, kávézó is. Nallikaritól a Piikasaarin át a Hupisaariig között közlekedik az ún. Potnapekka, amely egy kisvasút-busz.
Nagyvároshoz méltóan színház, könyvtár, opera, stadion és jégkorongstadion is található a városban. A Kärpät Oulu igen eredményes, 2000-től kezdve az ország egyik legjobb hokicsapata és az utóbbi években sorozatosan bajnokcsapat.
Oulu kerékpárút-hálózata nagyon sűrű, tehát a biciklis, sőt, görkorcsolyás közlekedés sem gond. A külső városrészektől indul több sífutópálya is, amelyeket több tíz kilométer hosszúságban tartanak fenn és ki vannak világítva. A város környéke lapos, így lesiklópálya nem található a közelben, a lesiklás szerelmeseinek jóval távolabbra kell utazniuk (Iso-Syöte vagy Ruka).
A város egyik legszebb része a folyó torkolatában, az Alvar Aalto által tervezett Koskikeskus („vízesés-központ”) városrészben a sok sziget közt kialakított csendes vizekben levő szökőkút-együttes. Ezeket minden tavasszal elhelyezik és minden ősszel kiveszik a vízből. Nyáron programozottan váltogatja alakját és színeit.
Az Ainolan puisto parkegyüttes a Linnanssari és a vízerőmű között van a városközpont folyóparti részén. Itt az erőmű által felduzzasztott felső folyórészből az alsó folyórészhez sok kis patakon keresztül engednek le némi mellékvizet. A lazacok számára van egy ún. hallépcső is. Ezek alakítják ki a Hupisaaret szigeteit. Itt található az Észak-Ostrobothnia múzeum és a régi botanikus kert. A parkból is jó kilátás nyílik a szökőkutakra.
Az egyetem a várostól északra található, ahova azonban a reptéri busz egyenesen elvisz. Az egyetem egy új épületkomplexum rendkívül modern, helyenként színes (kék, sárga, narancs, zöld) épületekkel. Jelenlegi botanikus kertje is a közelben található, még egy kicsit északabbra. Két nagy gúla alakú üvegházban trópusi növények találhatók, odakint pedig természetesen a helyi növényvilág. A botanikus kert mellett van egy kis állatkert, ahol meg lehet nézni a rénszarvasokat.

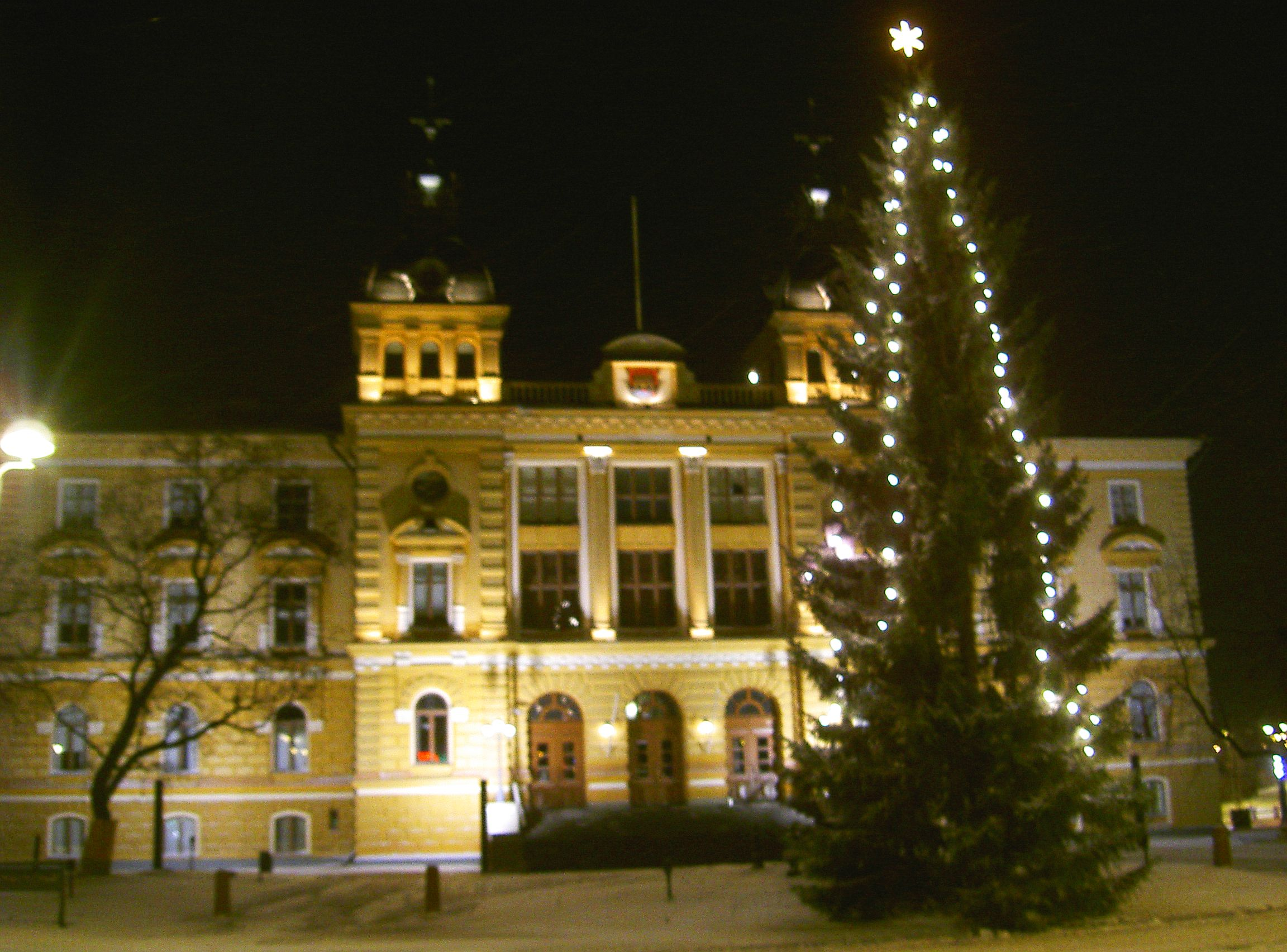
A városháza novemberben a Kirkkokatu felől

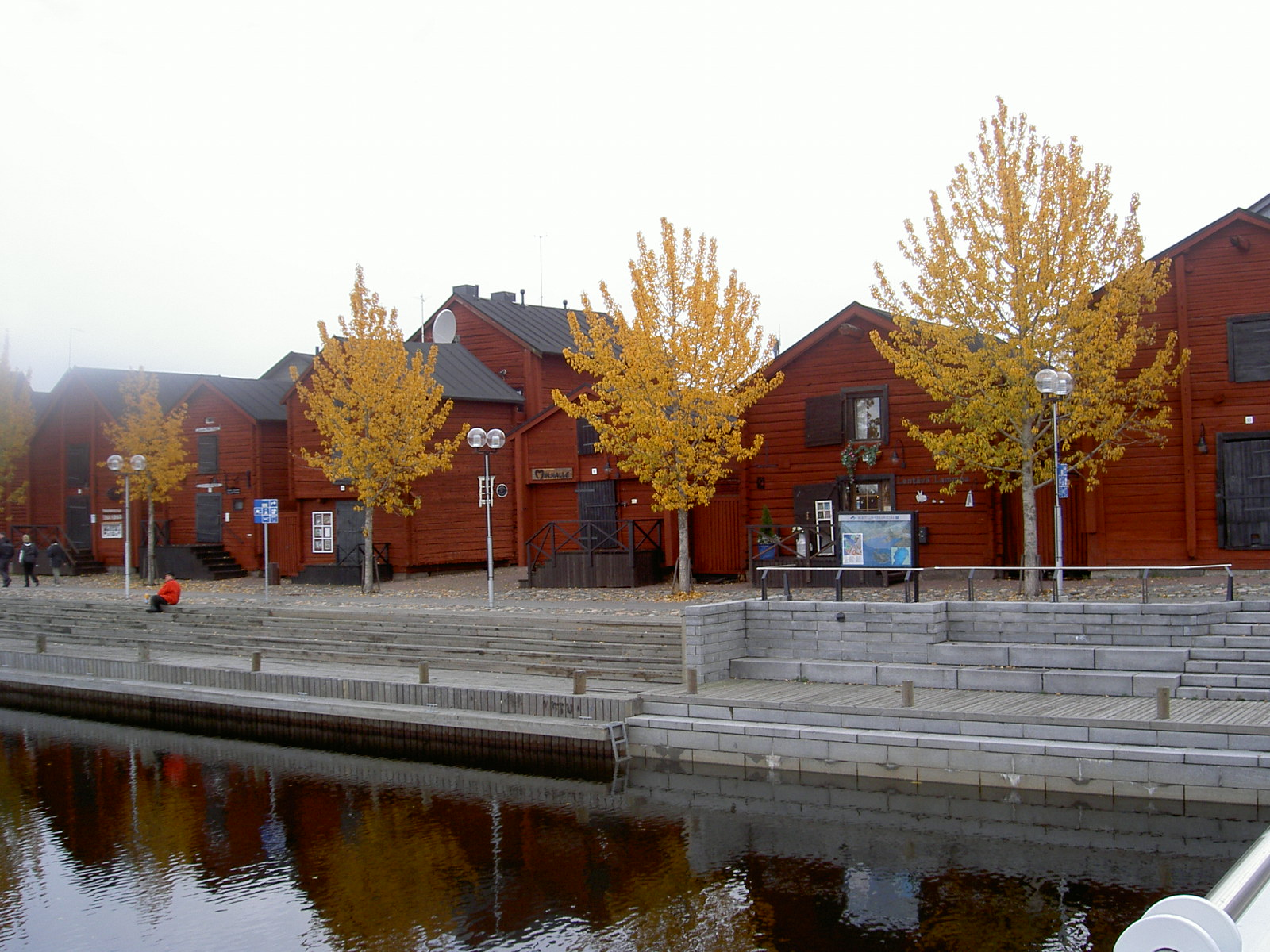
A piac hagyományos sóházai a Torirantaa-n (piacpart) a Kiikeli szigetről nézve

## Szabadidő, szórakozás
A nyári kikapcsolódás egész Finnországban leginkább a hétvégi nyaraló, az ún. mökki, amely általában egy tó partján lévő faház, kis erdős résszel körülvéve. Általában nincs elkerítve, hiszen bár a szép helyeken viszonylag sok a mökki, még így is nagy távolságok választják el őket egymástól. A szauna nemcsak téli, hanem nyári tevékenység is. Az uszodákban, élményfürdőkben is mindig van szauna.
Mint minden vidéki finnről, az ouluiakról is elmondható, hogy nagyon sokan szeretnek horgászni, télen jéghorgászni. A jéghorgászáshoz – az egyéb vadászattól és halászattól, horgászattól eltérően – engedély sem kell, turisták is űzhetik. Sok hivatásos és félhivatásos halász van a város környékén. Télen a tengeren, pár száz méterre a parttól, rendszeresen lehet találni megjelölt lékeket és horgászokat, akik sokszor egy-egy szélvédő ponyva mögött kint vannak a jégen. Két lék között hálót is szoktak kifeszíteni, így nemcsak horgásznak, hanem halásznak is. A háló kifeszítéséhez egy kampós botot és speciális hagyományos technikát használnak fel, illetve vannak modern megoldások is, különféle helyzetjelölő módszerekkel.
Nyáron mozgalmas az élet a kávézókban, kocsmákban. Finnországban gyakori, hogy egy-egy jobb bárban sorban állnak az emberek akár fél órát is, hogy bejussanak. A leggyakrabban fogyasztott ital a sör, amelyből van néhány helyi is, de külföldit is importálnak. Az alkohol a magas adótartalom miatt drága. Különféle vodkák vagy vodkához hasonló italok is vannak, mint például a Koskenkorva, Finnlandia-vodka. Jellegzetesen finn ital a glöggi, amely a forralt bor egy helyi változata: töményebben fűszerezett, édes, egy kis pohárban felforralva pár szem mandulára szokás önteni és úgy fogyasztani.
A finnek Európa legnagyobb fagylaltfogyasztó népe. Ezért a városban sűrűn kihelyezett fagyizók a felelősek. Jellegzetesen Oulu környéki étel egyfajta lepény alakú, csak kicsit megsütött kenyér (ohraleipä=árpakenyér), amely barna foltoktól tarka. Egy egészen hasonló kinézetű sajtfajtájuk is van, amely viszonylag nyers, rugalmas állagú és nem túl tartós. Jellegzetes finn ital a gyenge, édes, cukorból készült házisör, a kotikalja. Oulu környékén nincsenek nagy rénszarvas csordák, de sok helyen kapható rénszarvashús, jellegzetes módon ezt cafatos állagban főzik meg és egy helyi, savanykás gyümölccsel, a puolukkával (Vaccinium vitis-idaea) tálalják. További, jellegzetesen (észak-) finn gyümölcsök a mustikka (Vaccinium myrtillus) a lakka (Rubus chamaemorus) és a karpalo (Vaccinium oxycoccus).

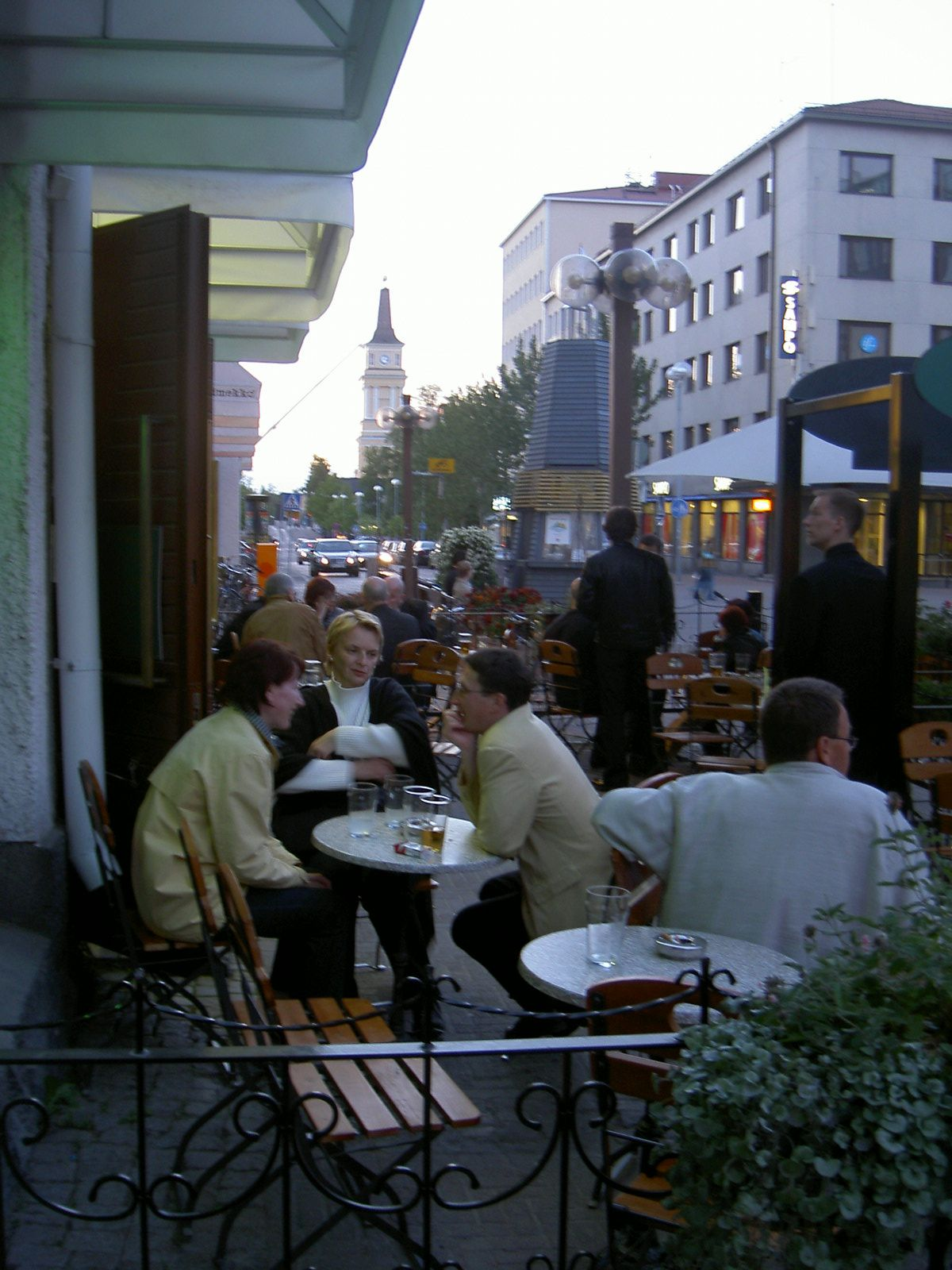
Rotuaari nyáron éjjel

Télen a gyerekek a hódombokat homokozóként használják, amin persze csúszkálni is lehet. A tavakon, tengeren néha látni egy speciális gyerekeknek kialakított játékot, amely a jégbe fúrt lyukban rögzített rövid fa tengelyből, egy rúdból és szánkóból áll. A gyerekek körbe-körbe hajtják egymást ezen a „szán-körhintán”.
A karácsony itt csendes, ugyanakkor fontos ünnep. A hosszú, sötét éjszakák miatt az emberek életében a téli napfordulónak jóval nagyobb a jelentősége. Ennek megfelelően a karácsonyfán túl, szeretik kivilágítani a bejáratokat, ablakokat. Van egy jellegzetesen hét gyertyából álló ablakba helyezett dísz, amely szinte minden finn lakásában megtalálható a téli hónapokban. A boltok, kocsmák bejáratánál gyakori a kihelyezett mécses.
Egy érdekes szokás (mely ritkán más folyóparti kisvárosokban is látható), hogy a háztartások a szőnyegmosást a folyónál végzik. Ehhez külön stégek vannak kialakítva, amelyeken fémhordók köpenyéből kivágott „mosó-lyukak” vannak. Az asszonyok, esetleg férfiak rendszeresen kihozzák ide a szőnyegeiket, kimossák és utána a stég korlátján száradnak a szőnyegek. Ezek egy kis tarkaságot adnak a folyópartnak.

## Sport

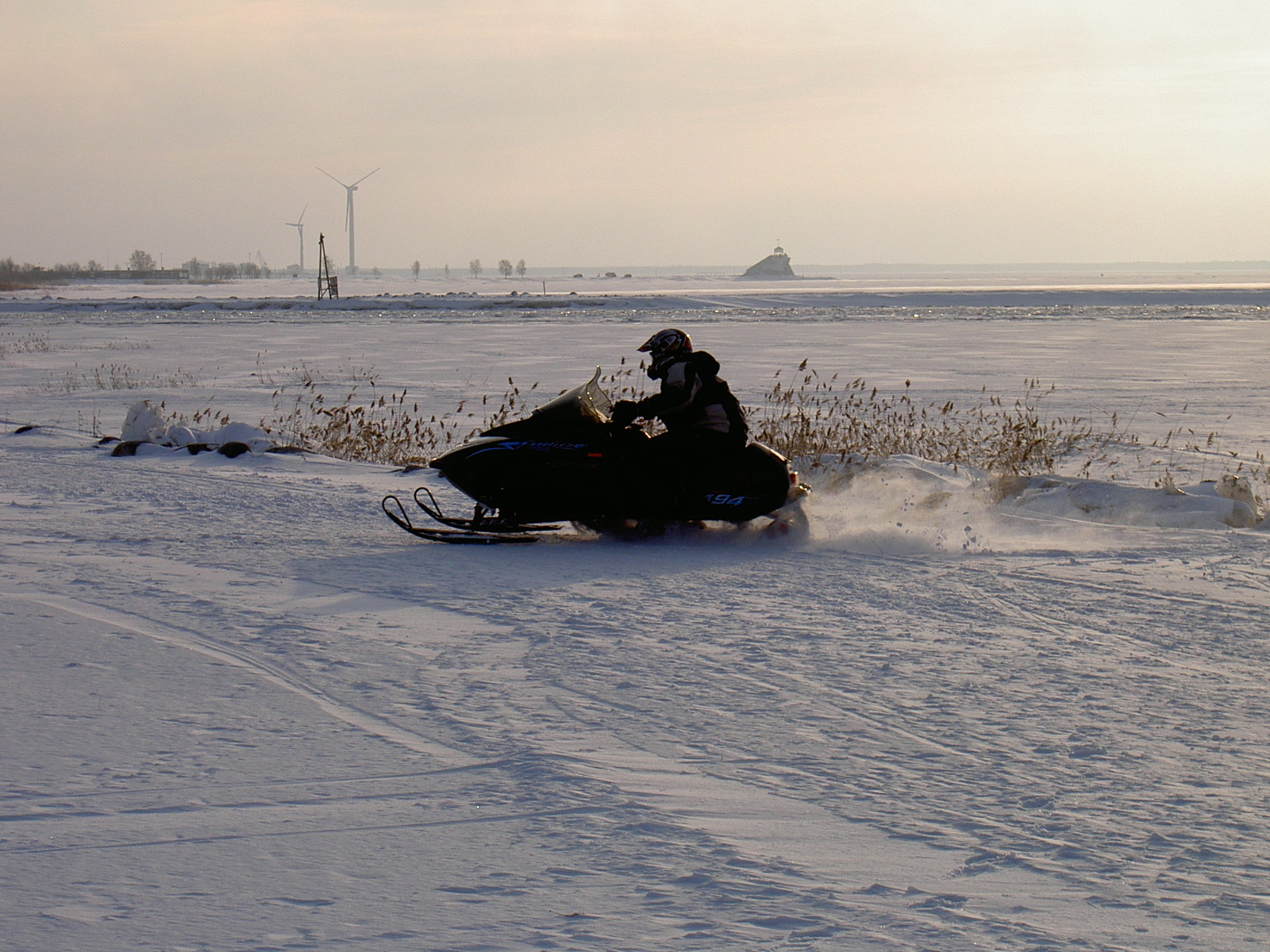
Hórobogó Toppilában a befagyott tengerből kijövet, (a kép déli irányba néz) háttérben a Nallikari-strand megfigyelőtornya. Még hátrébb a Hietasaari szélerőművei

Oulu városa sok lehetőséget biztosít szinte bármely korú lakói és vendégei számára a sportolásra. Sok edzőterem és uszoda áll a lakosság rendelkezésére. A Raksila sportpark közvetlenül a város központja mellett található. Itt is lehet úszni és labdajátékokat játszani egyaránt.
A város közelében számos kialakított futóösvény és sífutó-pálya található. A tengerparton csaknem 20 szabadstrand van kialakítva. A helyiek télen is úsznak az Oulujoki folyóban és a tavakban.
Oulu rendkívül kerékpáros-barát város, sűrű hálózat van a bicikliutaknak. Sok helybéli télen is kerékpározik, úgy mondják, ettől lesz az ember igazi helyi lakossá. A bicikliutakat görkorcsolyázók, „Nordic walkers”, akik síbottal gyalogolnak, és a futók is rendszeresen használják.
A városban mintegy 140 aktív sportklub működik, amelyek tagjai széles skálán oszlanak meg az egészen fiatalok és az idősek, a kezdők és az élsportolók között.
Sílesiklópályák csak a várostól messzebb vannak. Ouluban hórobogót is lehet kölcsönözni, és azzal járni a környéket.

## Személyek
Ouluban született a híres svéd költő és püspök, Frans Michael Franzén (1772–1847), a svéd romantikus költészet megalapítója. Emlékműve a központban, a Franzen parkban látható. A faház, ahol lakott, ma is áll, és egy vendéglő működik benne.
A városban töltötte el ifjúsága néhány évét, itt tanult meg finnül Zacharias Topelius, a híres svéd-finn író, aki komoly részt vállalt a finn történetírás és a vidéki környezet leírásában. A róla elnevezett kultúrház, nemzetközi központ a Toppelius, amely egy nagy, hagyományos finn faház.
Sara Wacklin (1790–1846) a finnországi svéd művelődéstörténet jelentős alakja és a női egyenjogúság előharcosa. 1819-ben iskolát alapított Ouluban. Mellszobra a Museo-ja Kirjastotalo mellett áll.

## Testvérvárosok
Oulu testvérvárosai a következők:
- Alta, Norvégia, 527 km, ÉNY

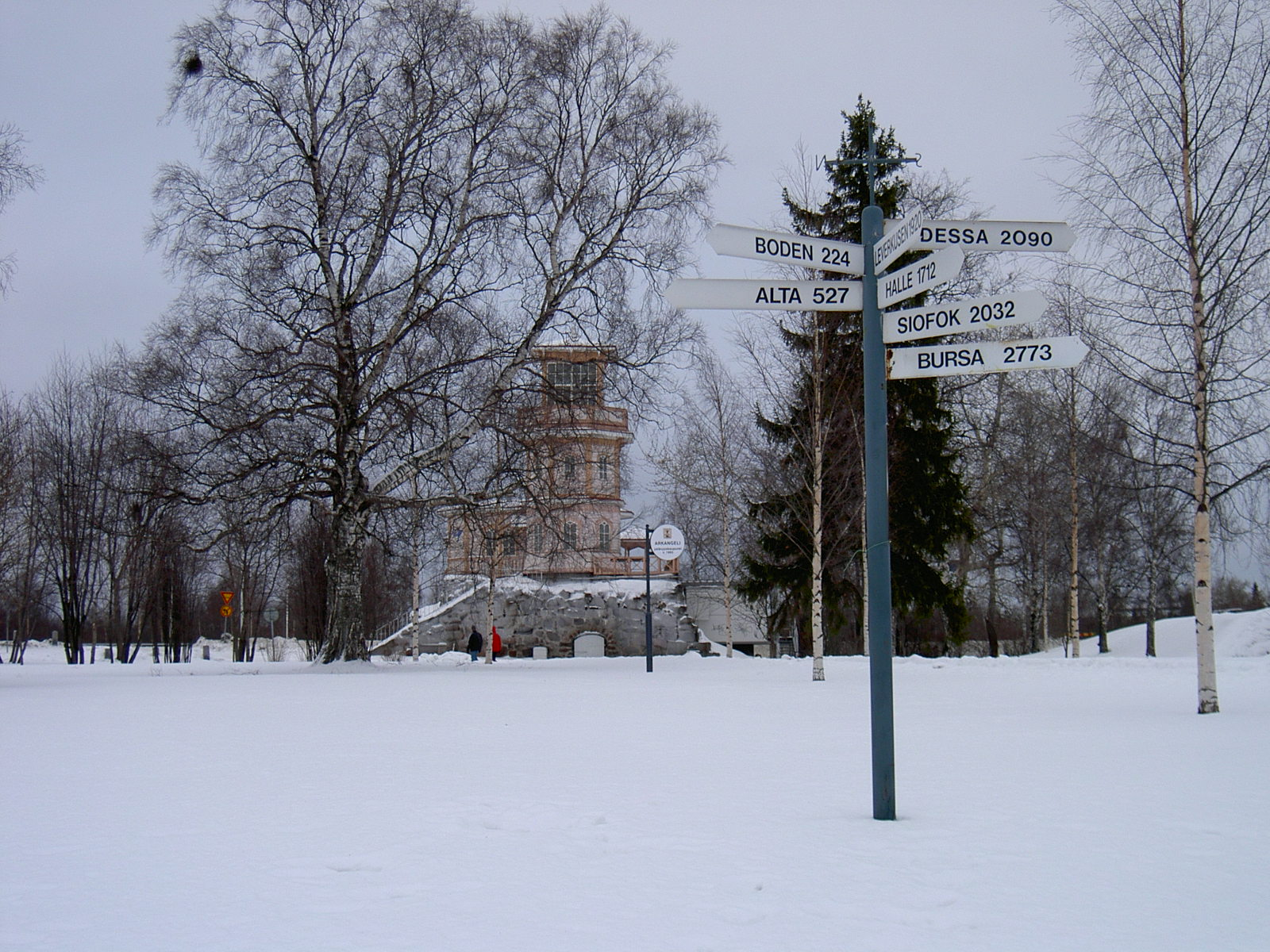
A testvérvárosok irányát jelző táblák a Linnansaari szigetén. Háttérben a megfigyelőtorony, amely ma kávézó és múzeum

- Arhangelszk, Oroszország
- Boden, Svédország, 224 km, NY
- Bursa, Törökország, 2773 km, D
- Halle, Németország, 1712 km, D
- Leverkusen, Németország, 1920 km, D-DNY
- Odessza, Ukrajna, 2090 km, D-DK
- Siófok, Magyarország, 2032 km, D

A testvérvárosoknak van egy irányjelző tábla, valamint külön-külön egy-egy tábla a Linnansaari szigetén.

## Távolság más finn városoktól
- Helsinki 550 km, dél
- Jyväskylä 333 km, dél
- Kotka 582 km, dél
- Kuopio 284 km, dél-délkelet
- Lahti 505 km, dél
- Lappeenranta 548 km, dél-délkelet
- Pori 501 km, dél-délnyugat
- Raahe 75 km, dél-délnyugat
- Rovaniemi 207 km, északkelet
- Tampere 476 km, dél
- Tornio 131 km, észak-északnyugat
- Turku 620 km, dél
- Vaasa 290 km, dél-délnyugat